# Ferdinand von Witzleben
Klamor August Ferdinand von Witzleben, född den 9 augusti 1800 i Osnabrück, död den 4 oktober 1859 in Goslar, var en tysk militär och författare. Han var son till August von Witzleben.
von Witzleben, som var generallöjtnant i preussisk tjänst, gjorde sig känd som historisk och militär skriftställare samt kartograf.